# Edith Gyömrői

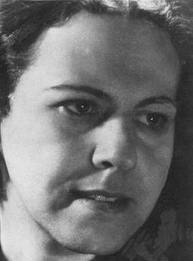
Edith Gyömrői

Edith Gyömrői, właściwie Edit (Gelb, Rényi, Glück, Ujvári, Ludowyk) Gyömrői (ur. 8 września 1896 w Budapeszcie, zm. 11 lutego 1987 w Londynie) – węgierska psychoanalityczka pochodzenia żydowskiego, przedstawicielka Budapesztańskiej Szkoły Psychoanalitycznej, współpracowniczka Anny Freud w Hampstead Clinic, poetka, powieściopisarka, lewicowa działaczka społeczna. Współcześnie znana na terenie Węgier jako terapeutka międzywojennego poety Attila Józsefa.

## Życiorys
Urodziła się w budapesztańskiej średniozamożnej rodzinie żydowskiej jako córka Ilony Pfeifer oraz Márka Gelba zajmującego się zawodowo wyrobem mebli. W 1899 jej ojciec zmienił niemieckie nazwisko rodziny Gelb na węgierskie Gyömrői. To na jego życzenie Edit zaczęła później studia w zakresie wystroju wnętrz, które ostatecznie porzuciła na rzecz psychoanalizy. Do ruchu psychoanalitycznego wprowadził ją w 1910 roku jej wuj, węgierski psychonalityk István Hollós. Czyni ją to jedną z pierwszych psychoanalityczek w historii – w tym samym roku Margarete Hilferding została pierwszą kobietą należącą formalnie do Wiedeńskiego Towarzystwa Psychoanalitycznego.  
Rozwój kariery Gyömrői w obrębie ruchu umożliwiło jej wzięcie udziału w odbywającym się w 1918 V Międzynarodowym Kongresie Psychoanalitycznym w Budapeszcie. W 1916 roku wystąpiła z gminy żydowskiej. Wcześniej, w 1914, wyszła za mąż za inżyniera Ervina Rényi, z którym miała w następnych latach jedno dziecko, syna Gábora. Małżeństwo Rényi wzięło ze sobą rozwód w 1918. Później Edit zawarła związek małżeński jeszcze trzykrotnie – z László Tölgym (Glückiem), László Ujvárim oraz Lynem Ludowykem.  
W okresie po rozstaniu z pierwszym mężem Gyömrői zaangażowała się w działalność polityczną i edukacyjną we współpracy z władzami Węgierskiej Republiki Ludowej. Po jej upadku w roku 1919 przeniosła się do Wiednia, gdzie, odmawiając tym samym przyjęcia pomocy rodziców, pracowała kolejno w fabryce parasolek oraz księgarni wydawnictwa Hugona Hellera związanej z ruchem psychoanalitycznym, środowiskiem Młodego Wiednia i europejskim modernizmem. Następnie przebywała na terenie Czechosłowacji i Rumunii, skąd została usunięta z powodu związków z komunistami.  
Lata 1923–1933 spędziła w Berlinie. Została tam projektantką kostiumów filmowych dla Neumann Produktion Studio, podjęła się pracy translatorskiej, zainteresowała się fotografią i sztukami plastycznymi, współpracowała z przebywającymi w Republice Weimarskiej węgierskimi artystami, redagowała komunistyczne czasopismo „Rote Hilfe”, a także odbyła pomiędzy 1925 a 1929 trening psychoanalityczny dzięki wstawiennictwu Siegfrieda Bernfelda w Niemieckim Towarzystwie Psychoanalitycznym. To ostatnie umożliwiło jej otwarcie własnej praktyki psychoanalitycznej. W Berlinie, oprócz Bernfelda, Edith podtrzymywała również kontakty z innymi lewicowymi działaczami z kręgu psychoanalitycznego: Anną i Wilhelmem Reichami, Edith Jacobson czy Ottonem Fenichelem. Wzięła udział w seminariach Fenichela poświęconych psychoanalizie dziecięcej. Mimo wydalenia w 1934 roku z partii komunistycznej, Gyömrői nie odrzuciła poglądów komunistycznych.  
Przemiany polityczne w Niemczech oraz rosnący antysemityzm zmusiły ją jednak do opuszczenia państwa. Przeniosła się najpierw do Pragi, a później rodzinnego Budapesztu, gdzie organizowała we współpracy z Lillián Rotter dyskusje wokół tematyki edukacji oraz macierzyństwa. Przejęła również od Samu Rapaporta analizę cierpiącego na schizofrenię poety Attila Józsefa oraz angażowała się w działalność węgierskiego ruchu psychoanalitycznego. W 1938, w obliczu antysemickich ustaw, razem z mężem wyemigrowała na Cejlon. W tym samym czasie zmagała się z kryzysem po śmierci oddanego w 1927 do domu dziecka syna, który, nie zdoławszy opuścić Węgier, zginął w obozie pracy. Na emigracji Gyömrői została członkinią Indyjskiego Towarzystwa Psychoanalitycznego, organizowała seminaria i wykłady, prowadziła radiowe audycje dedykowane matkom, zaangażowała się w lokalny ruch polityczny o rodowodzie trockistwoskim. Mimo niewielkiej popularności freudyzmu w Indiach, Edit próbowała kontynuować pracę analityczną. Zainteresowała się również buddyzmem, któremu postanowiła poświęcić doktorat. Na Cejlonie zmarł w 1940 trzeci mąż Edit – László Ujvári. Niedługo później poznała jednak Lyna Ludowyka (badacza utworów Williama Shakespere'a), którego poślubiła w 1942 roku. W 1956 roku wyprowadziła się do Londynu, gdzie, rozpoczynając współpracę z Anną Freud w Hampstead Clinic, pozostała aktywną psychoanalityczką do własnej śmierci w 1987 roku. 

## Dorobek naukowy i literacki
Zainteresowania naukowe Gyömrői oscylowały wokół zagadnień kobiecości, dojrzewania, rytuałów przejścia oraz przemian społecznych. W swoich badaniach łączyła ona metodologię psychoanalityczną z elementami etnologii. Interdyscyplinarny charakter naukowej refleksji Gyömrői jest widoczny w jej opublikowanym w 1955 roku studium Pubertätsriten der Mädchen in einer in Umwandlung begriffenen Gesellschaft poświęconym specyfice kobiecych rytuałów wchodzenia w dorosłość. Ponadto pobyt w Indiach skłonił ją do zajęcia się tematem filozofii buddyjskiej, czego efektem była napisana przez nią w 1944 roku rozprawa doktorska Miracle and Faith in Early Buddhism. W okresie współpracy z Anną Freud podjęła się próby zbadania wpływu doświadczenia Holocaustu na psychikę dziecka. Swoje obserwacje zawarła w wydanej w roku 1963 pracy The Analysis of a Young Concentration Camp Victim, w której skoncentrowała się na problemach traum i separacji w młodym wieku, a także rozwoju osobowości w ich cieniu oraz wykształcenia się pierwszych psychopatologii. Opisała je na przykładzie pochodzącej prawdopodobnie z Czechosłowacji i zesłanej w dzieciństwie do KL Auschwitz Elizabeth, która trafiła później do Londynu, gdzie przeszła analizę u Gyömrői. Poza pracą analityczną Gyömrői przez prawie całe życie zajmowała się twórczością literacką.  
W 1919 roku opublikowała tomik poezji zatytułowany jej imieniem oraz nazwiskiem pierwszego męża (Rényi Edit versei). Od tego momentu jego nazwisko było artystycznym pseudonimem Gyömrői – również pod nim, jako Edith Rényi, napisała powieść Gegen den Strom (1941), która została wydana pośmiertnie w języku niemieckim (2014) oraz węgierskim (2015). Mimo pokrewieństwa opisanych w niej wydarzeń i życiorysu autorki, kreacji protagonistki wskazującej na bycie jej porte-parole i kochającego ją Chrisa przypominającego Lyna Ludowyka (jej czwartego męża), Gyömrői sprzeciwiała się określaniu jej książki autobiografią. W liście do Erzsébet Vezér, posługując się metaforą filiżanki rozbitej i złożonej na nowo w całkowicie odmienny od pierwotnego sposób, wskazała na „fałszywość” opisanych wydarzeń przy jednoczesnej „prawdziwości” literackich obserwacji i wniosków. Jej drugą, a zarazem ostatnią napisaną powieścią jest z kolei opublikowane w 1979 roku Versöhnung, w którym Gyömrői posłużyła się topiką biblijną. 